# Триумф Галатеи (картина Джордано)
«Триумф Галатеи» — картина итальянского художника Луки Джордано из собрания Государственного Эрмитажа.
Картина иллюстрирует эпизод из «Метаморфоз» Овидия: нереида Галатея была влюблена в Акида, однако домогавшийся её циклоп Полифем убил Акида (XIII, 740—899). Изображена финальная сцена: Галатея, увидев кровь Акида, истекающую из-под камня, превратила Акида в реку:

 Кусок отломал он утеса

И запустил. И хотя лишь одной оконечностью камня

В Акида он угодил, целиком завалил его тело. 

Я совершила тут все, что судьбы свершить дозволяли, 

Чтобы прадедову мощь получил погибающий Акид. 

Алая кровь из-под глыбы текла; чрез короткое время

Слабый пурпуровый цвет исчезать начинает помалу. 

Вот он такой, как у рек от весеннего первого ливня; 

Вскоре очистился; вот зияет, расколота, глыба, 

И из расщелин живой вырастает тростник торопливо, 

Рот же отверстый скалы зазвучал извергаемой влагой. 

Дело чудесное! Вдруг выступает, до пояса видев, 

Юноша, гибкими он по рогам оплетен камышами, 

Он, — когда бы не рост и ее лик совершенно лазурный, —

Акидом был. В самом деле уже превратился мой Акид

В реку: доныне поток сохранил свое древнее имя. 

(XIII, 882—897; пер. с лат. С. В. Шервинского)

В левом нижнем углу картины имеется подпись художника: Jordanus F. Обстоятельства создания картины и её ранняя история не установлены. Она находилась в собрании советника Берлина Трибля; вероятно Трибль купил картину в Париже, где была сделана гравюра с картины работы Жака Боварле. В 1771 году картина была куплена у Трибля для Эрмитажа. В XIX веке картина хранилась в Таврическом дворце. В начале XX века картина была вставлена в потолочный плафон фойе Эрмитажного театра и была исключена из эрмитажных каталогов. В начале 1970-х годов её сняли с плафона и заменили современной копией. С начала лета 2021 года выставляется в Запасной галерее Зимнего дворца, зал 344.
Немецкий искусствовед Ф. Ханд в своём обзоре эрмитажного собрания, выпущенном в 1827 году, назвал картину «Венера с нимфами, тритонами и другими морскими божествами». Действительно, ряд сюжетов Луки Джордано, ранее считавшихся «Триумфом Венеры», впоследствии были переопределены как «Триумф Галатеи».
Существует копия с картины, выполненная в конце XVIII века. Эта копия выставлена на парадной лестнице бывшего дома Лазаревых на Итальянской улице в Санкт-Петербурге, ныне — Театр музыкальной комедии.
Известна парная картина, «Похищение Европы», которая также была куплена у Трибля для Эрмитажа. Кроме того, существуют две картины большего размера, однако вместе с эрмитажными составляющие единую серию — «Суд Париса» и «Похищение сабинянок»; эти картины были куплены у Трибля королём Фридрихом II для дворца Сан-Суси в Потсдаме, где они и находятся в настоящее время. Все эти картины имеют стилистическую близость к «Галатее» Джордано из собрания Палаццо Питти во Флоренции и датируются по аналогии с ней 1675—1677 годами.